# Allen West
Allen Tarwater West (Mobile, Alabama, Estats Units, 2 d'agost de 1872 − Filadèlfia, Pennsilvània, agost de 1952) fou un tennista estatunidenc, guanyador d'una medalla olímpica en els Jocs Olímpics de St. Louis de 1904 amb Joseph Wear com a parella.

## Dobles als Jocs Olímpics
| Any  | Campionat                                | Parella     | Oponents | Resultat |
| ---- | ---------------------------------------- | ----------- | -------- | -------- |
| 1904 | Jocs Olímpics, Saint Louis, Estats Units | Joseph Wear |          |          |